# Русско-Камешкирский сельсовет
Русско-Камешкирский сельсовет — сельское поселение в Камешкирском районе Пензенской области Российской Федерации.
Административный центр — село Русский Камешкир.

## История
Статус и границы сельского поселения установлены Законом Пензенской области от 2 ноября 2004 года № 690-ЗПО «О границах муниципальных образований Пензенской области».

## Население
| 2002  | 2010  | 2012  | 2013  | 2014  | 2015  | 2016  |
| ----- | ----- | ----- | ----- | ----- | ----- | ----- |
| 5376  | ↘5369 | ↘5358 | ↘5315 | ↘5298 | ↘5262 | ↘5226 |
| 2017  | 2018  | 2021  |       |       |       |       |
| ↘5209 | ↘5131 | ↘4989 |       |       |       |       |

## Состав сельского поселения
| № | Населённый пункт | Тип населённого пункта       | Население |
| - | ---------------- | ---------------------------- | --------- |
| 1 | Русский Камешкир | село, административный центр | ↘4989     |